# Oxymonacanthus
Oxymonacanthus – rodzaj morskich ryb rozdymkokształtnych z rodziny jednorożkowatych.

## Klasyfikacja
Gatunki zaliczane do tego rodzaju:
- Oxymonacanthus halli
- Oxymonacanthus longirostris